# Il poverello di Assisi
 (juillet 2025).
Pour plus de détails, voir Fiche technique et Distribution.
Il poverello di Assisi ou San Francesco il poverello d'Assisi est un film italien sur saint François d'Assise, réalisé par Enrico Guazzoni, sorti en 1911.

## Fiche technique
- Titre français : Il poverello di Assisi ou San Francesco il poverello d'Assisi
- Réalisation : Enrico Guazzoni
- Scénario : Contessa Salimei
- Production : Cines (production)
- Pays d'origine : Royaume d'Italie
- Format : Noir et blanc - 1,33:1 - Film muet
- Genre : court métrage
- Date de sortie : 1911

## Distribution
- Emilio Ghione : François d'Assise
- Fernanda Negri Pouget : Santa Chiara
- Italia Almirante Manzini : Madonna Povertà